# Kaiserin-Friedrich-Stiftung

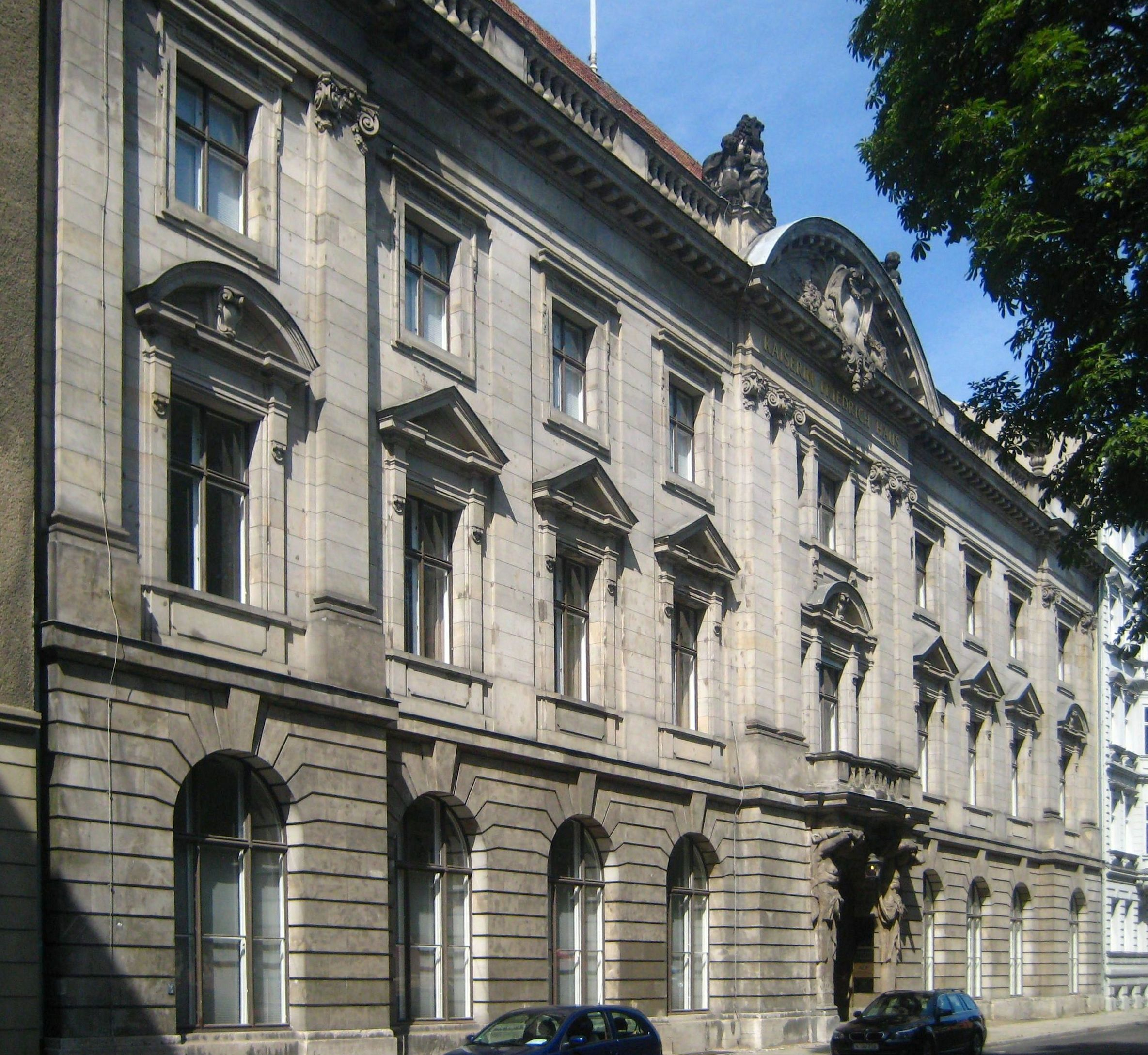
Das Kaiserin-Friedrich-Haus

Die Kaiserin-Friedrich-Stiftung für das ärztliche Fortbildungswesen (KFS) ist eine Stiftung, die das Ziel verfolgt, Maßnahmen der ärztlichen Fortbildung zu fördern. Die Stiftung ist Trägerin des Kaiserin-Friedrich-Hauses in Berlin.
Die KFS ist nach der Kaiserin Victoria (1840–1901), der Gemahlin des Kaisers Friedrich III. benannt, in Würdigung ihrer Verdienste um die ärztliche Fortbildung. Die Stiftung wurde 1903 auf Initiative von Ernst von Bergmann, Robert Kutner und Friedrich Althoff in Berlin gegründet und zum Träger des Kaiserin-Friedrich-Hauses bestimmt, das zwischen 1904 und 1906 aus privaten Spenden errichtet wurde.
Als gemeinnützige Einrichtung hat sie sich bis zum Ende des Zweiten Weltkrieges der Pflege und Fortentwicklung ärztlicher Fortbildung gewidmet. Nach 1945 ruhte die Stiftungstätigkeit, bis sie 1972 auf Initiative von Wilhelm Heim in Berlin-West reaktiviert wurde. Nach der Wiedervereinigung der Stadt wurde die Stiftung wieder in ihre alten Rechte eingesetzt und konnte im Herbst 1992 in ihren am Robert-Koch-Platz gelegenen Stammsitz – das Kaiserin-Friedrich-Haus – zurückkehren.